# Antennatus tuberosus
Antennatus tuberosus es una especie de pez del género Antennatus, familia Antennariidae. Fue descrita científicamente por Cuvier en 1817.
Se distribuye por el Indo-Pacífico: África Orienta hasta las Filipinas y las Molucas y hacia el este hasta los grupos de islas del Pacífico. La longitud estándar (SL) es de 9 centímetros. Habita en arrecifes de coral costeros. Puede alcanzar los 73 metros de profundidad.
Está clasificada como una especie marina venenosa y peligrosa para el ser humano.